# アーサー・チン
アーサー・「アート」・ティエン・チン（Arthur "Art" Tien Chin、中国名:陳瑞鈿（ちん ずいでん）、1913年10月23日 - 1997年9月3日）は中国系アメリカ人で、中華民国空軍の軍人、戦闘機搭乗員。日中戦争に参加しエース・パイロットとなった。最終階級は少佐。撃墜数8.5機。

## 経歴
オレゴン州ポートランドのレガシー・グット・サマリタン医療センターにて広東省台山県大江村を祖籍とする父親フォン・チンと、マカオ出身と推測されるペルー系ムラートの母親エヴァ・ウォン（ウォン・グエタイ）の間に生まれた。父方の祖父はペルーで清朝との交易を行っていた。
アトキンソン・グラマースクール（現ポートランド・パブリックスクール）を経てベンソン工科高等学校にて航空工学を学ぶ。1931年の日本の中国侵攻を受け、ポートランドをはじめ西海岸の華僑コミュニティは「華僑航空救國會」を設立、義勇パイロットを養成し中国に送ることにした。1931年12月、チンら13人の若者が選ばれ、ポートランドの華僑航空学校に第1期生として入校。卒業後、同期の中国系アメリカ人とともに上海に渡り、陳済棠下の広東空軍に加わった。1932年12月1日、准尉見習飛行士官に任命され、1933年2月23日に少尉へ昇進した。
1936年、彼はさらに黄泮揚、薛炳珅、司徒顯、莫傑とともにミュンヘンのドイツ空軍に留学してレヒフェルト航空基地にて空中戦理論を学んだ後、同年9月1日に中尉に昇進して広東空軍第6隊隊長となった。1936年に広東空軍が中央空軍に編入されてからは、1937年2月から6月まで中央航空学校で飛行教官を務め、6月10日に広東空軍第6隊を再編した第5大隊第28中隊の副中隊長となった。中隊長は同じく華僑出身で陳煥章の子の陳其光上尉で、中隊の装備機は当時中央空軍主力だったカーチス・ホークⅢ（新ホーク）より旧式のカーチス・ホークⅡ（老ホーク）であった。

### 空戦での活躍
1937年8月、日中戦争が勃発すると、チンの第28中隊は南京近くの句容飛行場に配置された。8月15日、大村から発進した日本海軍の木更津海軍航空隊所属の九六式陸上攻撃機を南京上空で陳其光とともに各1機撃墜したのがチンの初戦果となった。日本側の戦闘詳報と比較すれば、撃墜したのは第5中隊3番機（安藤仁蔵空曹長機）ということになるが、後年陳其光によればこの戦果は記録されなかったといい、現在の中華民国空軍の公式HPにもこの日第28中隊が参戦したという記述はない。理由として、広東空軍出身者は中央空軍より不当な扱いを受けていた事、また遠方の基地への急派によって戦闘記録担当者が不在だった可能性などがある。なお、この日3機を率い出撃した第4大隊第21中隊長李桂丹が方山付近で陸攻1機を共同撃墜した際、「3機の友軍機」との共同だったことを報告しており、これがチンらと推定される。
翌日、句容上空にて再び飛来した陸攻隊に第3大隊17中隊とともに迎撃を開始し、僚機の鄧政煕少尉（第17中隊所属とも）と太湖上空にて1機共同撃墜（不確実）を報告。こちらは公式記録として残っており、前述の理由からこれを初戦果とする記述もある。日本側の記録によれば、新田隊第3小隊1番機の大杉忠一大尉機と見られるが、48発の被弾と尾崎才治三空曹が重傷を負いつつもアルトゥル飛行場へ帰投している。一方、チンも銃手からの銃撃でエンジンに被弾した。乗機の修理中、クレア・リー・シェンノートの部下のセビー・スミスに老ホークの7.62 mm口径のブローニングM1919重機関銃を新ホークと同じ12.7 mm口径のブローニングM2重機関銃に換装するよう依頼し、結果叶ったが使う機会は訪れなかった。
翌月、第28中隊は南北に兵力を分ける事となり、陳其光ら中隊主力は山西省太原に進出し日本陸軍飛行隊と対峙した。一方チンは4機の老ホークを率いて広東省韶関飛行場に進出、天河飛行場駐留の黄新瑞率いる暫編第29中隊と合同で韶関の飛行機製造廠や広州を守る任務についた。9月27日に鹿屋空の陸攻隊が飛来すると、自身の4機と29中隊の3機とともに迎撃に上がり、1機を共同撃墜した。2番機の吉田中尉機と見られるが、同機は被弾しつつ帰投を果たしている。10月6日には9機と交戦。
10月7日、加賀を発した九六式艦上攻撃機が飛来するや迎撃に上がり、護衛の九六式艦上戦闘機4機（新郷英城中尉指揮）と交戦するが、僚機4機を失うという痛撃を受ける。この時、日本側の記録によれば、唯一残ったチンと思しき1機は新郷中尉の左翼翼端に2発を当てたのち追撃されたが、高射砲部隊の掩護射撃で逃げおおせたという。
1938年1月、国民政府がイギリスから購入したグロスター グラディエーターが中国へ到着して組み立てられ、第28中隊などへ配備されることになった。その時グラディエーターのテストパイロットを務めていたジョセフ・「マット」・サマーズ大尉は、中国人パイロットを見下している様子だった。そこでチンはグラディエーターでテスト飛行を行って見せたところ、サマーズはその技量に感服し、ホーカー ハリケーンに乗るべきだと言ったという。2月9日、チンは受領したグラディエーターに乗って南昌を発ったが、吹雪に遭遇して丘に激突、右眼に軽傷を負った。療養中の間、副隊長は雷炎均が代行。
5月末に怪我から回復したチンは、すぐに戦闘に参加して神川丸の九五式水上偵察機を撃墜した。
6月1日、第28中隊長に昇進。チンと同期の黄泮揚は第5大隊大隊長となった。6月16日、高雄海軍航空隊の巖谷二三男中尉指揮する96式陸攻6機は、楽昌駅を中心とする粤漢線爆撃のため南雄に飛来、黄泮揚大隊長指揮のグラディエーター9機も韶関機場より迎撃に上がった。チンは2808号を操縦し、黄泮揚の2909号機、鄧從凱の2908号と編隊を組み、1機を被弾せしめた。この空戦で、密集していた米田充平中尉（鹿児島二中、海兵60期）指揮の3機1個小隊を誘爆で一気に撃墜した、これは黄泮揚大隊長の戦果と見られる。帰投後の正午ごろ、別の編隊が飛来して来たと聞いて再び出撃、1機を被弾させた。
7月からは再び南昌に向かい、18日にはソ連空軍志願隊と協力して松本真実少佐、南郷茂章大尉らが率いる第十五航空隊艦戦・艦爆・艦攻隊と交戦した。
1938年から1939年までの間にチンはグラディエーターで多くの戦闘に参加し、さまざまな日本軍機と戦って撃墜記録を増やした。1938年12月1日、チンは少校に進級し、続いて12月27日に第3大隊副大隊長となった。
1939年秋、崑崙関の戦いで地上軍を支援するため、広西省に進出する。7回の空戦を12月27日未明、チンは志願隊のSB爆撃機を護衛するためグラディエーター3機で出撃したが、14空の九六式艦上戦闘機の襲撃を受ける。この戦闘で撃墜され、パラシュートで脱出したが重大な火傷を負った。その後香港の病院で数年にわたって手術と治療をうけ、1941年12月に日本軍の香港占領から逃れるとアメリカへ戻った。アメリカでも引き続き28回もの移植手術を行い、回復後の1945年3月1日、正式に中国空軍を退役。アメリカ陸軍航空軍に所属してヒマラヤ越えの輸送作戦に参加した。

### 戦後
戦後、チンは1950年まで中国航空公司（CNAC）に勤務した。その後航空関係の仕事が見つからず、ポートランドへ戻り、1952年よりビーバートンのアロハ郵便局で働いた。顔のやけど痕を気にしていたため、夜間の内部業務を担当していた。当時の同僚によれば、寡黙だが、とても好感の持てる人物だったという。最終的に「ニキシー」と呼ばれる、誤字や悪筆により配達不能郵便物となったものの宛先を解読する上級の担当職を務め、1983年退職。
また、台湾に留まり空軍副参謀長まで累進した雷炎均の推薦で、毎年愛国僑胞の身分として台湾の総統府前で挙行される双十国慶紀念大会に招かれた。最後に出席したのは、李登輝が総統に就任した1990年ごろだったという。
90年代以降、非白人マイノリティの権利向上運動の高まりによってチンの功績も認知される機会を得、元フライング・タイガース隊員でオレゴン州議会上院議員やフッドリバー市長を務めたケネス・ジェーンステッドの尽力により、第二次世界大戦が終了して50年後の1995年2月24日、アメリカ政府はチンを退役軍人として認め、殊勲飛行十字章を授与した。チンは1997年9月3日にポートランドで死去し、1ヵ月後の10月4日、空軍記念博物館の記念殿堂に最初のアメリカ人エース、中国系アメリカ人の英雄として加えられた。現在では第二次世界大戦の最初のアメリカ人撃墜王として認められている。
2008年2月、下院議員デビット・ウーの提案により勤務していたアロハ郵便局が「アーサー・チン少佐郵便局ビル」(Major Arthur Chin Post Office Building)と改名され、5月7日ブッシュ大統領の承認を受けた（H.R. 5220）。また、翌2009年4月16日には馬英九総統により褒揚令が発せられ、9月1日、岡山空軍軍史館で「中華戰鷹陳瑞鈿」特別展が行われた。同年、空軍軍官学校の学生活動センターが「瑞鈿樓」と改められた。

## 家族
伍月梅（外交部長・財政部長・広東省長伍廷芳の娘とされるが、該当する者はおらず血縁関係は不明）と結婚。柳州にて銃弾の破片を体に受け死亡する。2人の息子がいた。その後アメリカにて入院していた時、看護師フランシス・マードックと結婚し、一人娘スーザンを授かるが、中国に戻ったことがきっかけで離婚。三人目の妻・楊瑞芝とは中国航空公司勤務中の1948年に結婚し、一人息子をもうけた。

## 栄典
- 五星星序獎章　1939年3月[26]
- 六星星序獎章　1939年[26]
- 干城獎章　1942年6月6日[27]
- 三等空軍復興栄誉勲章　1942年12月13日[27]
- 六等雲麾勲章（中国語版）　1943年10月10日[28]
- 玫瑰花錦旗一面　1943年12月12日[27]
- 二等勝利軍功章　1944年8月14日[27]
- 三等宣威獎章　1945年9月26日[27]
- 忠勇勲章　1945年12月27日[27]
- 抗戦勝利勲章（中国語版） 1946年10月10日[29]
- 光華獎章　1947年4月17日[27]
- 抗戦勝利軍功章　1948年8月15日[27]
- エア・メダル
- 殊勲飛行十字章　1995年2月24日
- 中華民国抗戦勝利紀念章（中国語版） 2015年10月27日[30]